# Libro de miseria de omne
El Libro de miseria de omne es una obra del mester de clerecía en la que se aprecia la decadencia de la clerecía. Usa versos de 16 sílabas en dos hemistiquios y lo forman quinientos dos tetrástrofos monorrimos de versos con hemistiquios octosílabos. La sinalefa, frecuente, permite deducir que se habría compuesto en la primera mitad del siglo XIV.
Se conserva en un códice copiado en el siglo XV, el cual se guarda en la Biblioteca Menéndez Pelayo de Santander y contiene diversas obras.
Desprende un fuerte pesimismo, un afán por poner de relieve la miseria humana. Su fuente es De contemptu mundi de Inocencio III, al que tiene fuerte sumisión ya que lo que hace es ponerlo en romance y en verso, pero son propios del autor los detalles populares, el tono burlesco y macabro en muchos de los episodios.

## Contexto histórico
La crítica filológica (Cuesta, 2012) concuerda en datar la obra en el siglo XIV o muy a finales del XIII. El Libro de miseria de omne se inscribe dentro del mester de clerecía, lo que lo encuadra en un género mayor que tuvo una esencial relación con el renacimiento cultural experimentado en Europa durante el siglo XII (Gómez Moreno, 1988). Hitos destacados fueron la creación de la Universidad de Palencia, el Camino de Santiago, atrayendo a numerosos francos y occitanos al norte peninsular, el fuerte flujo de clérigos hispanos a las regiones francesas o el IV Concilio de Letrán que propulsó reformas eclesiásticas en las que se sitúa el mester de clerecía (Rodríguez Rivas, 1995). El Concilio, convocado por Inocencio III, actuó de forma decisiva para frenar las herejías de cátaros y valdenses, propagadas por el reino de Francia. Significó un fuerte acicate, además, para la ilustración del clero, auspiciando una seria formación teológica-ascética, que repercutió sobre las obras literarias posteriores del mester. Los temas predilectos de la predicación serán los relacionados con la penitencia y el dolor de los pecados. Aparecen por esas fechas también sermones incentivando las cruzadas, que durante el siglo XII tuvieron una extraordinaria relevancia.
En España, la Universidad de Palencia fomentará la preparación intelectual de los clérigos, haciendo especial hincapié en el aprendizaje del latín, con la mira puesta en la difusión de obras ascéticas y morales (Rodríguez Rivas, 1995).
El siglo XIV estuvo lastrado por terribles epidemias, la más letal fue la denominada peste negra. Conflictos de sucesión ocasionados por la muerte del último rey de la dinastía de los Capetos en Francia desencadenaron la guerra de los Cien Años. En Castilla, Pedro el Cruel y Enrique de Trastámara contendieron en una guerra civil. Las hambrunas y heladas asolaron Europa. Todo esto contribuyó a que la gente tuviera un contacto muy estrecho con la muerte, y acentuó la percepción de la vida como un valle de lágrimas. Las danzas de la muerte y todo lo relacionado con lo macabro experimentó un auge.

## Manuscrito
El Libro de miseria de omne se encuentra en el manuscrito 77 (olim R I-10-28 y C:67) en la Biblioteca Menéndez Pelayo en Santander. Lo que se conoce acerca de esta obra es gracias a Miguel Artigas (1919, pág.31) quien donó el códice a la biblioteca. El códice fue comprado a un anticuario de Santander llamado don Remigio Garmendia. Este anticuario lo adquirió posiblemente en Valderredible, donde un labrador lo encontró en las ruinas de una torre.
Pompilio Tesauro añade más información sobre el manuscrito y la obra facilitada por  Ignacio Aguilera Santiago en 1975, quien confirma que el anticuario, en los años 1915-1916, ejerciendo el oficio de sastre para clérigos, recorría los pueblos en busca de trabajo y, al mismo tiempo, compraba lo que le ofrecían. Esto lleva a creer que el manuscrito pudo ser compuesto en la colegiata de San Martín de Elines. José María de Cossío estableció que la primera relación de la colegiata con el Libro de miseria de omne la pone Miguel Artigas en unas cuadernas arcaicas dedicadas a Enrique Menéndez Pelayo en unas de las copias de reedición del año 1920. Esta copia sería la única que se conserva del Libro de miseria de omne hasta la fecha.

### Datación
Existen variedad de opiniones con respecto a la composición del manuscrito y, además, se proporcionan pocos datos para poder dar con precisión una fecha. Por una parte, Miguel Artigas (1919-1957) supone que se trataría de un códice del siglo XIV, ya que algunas de las letras pertenecen a este siglo. Menéndez Peláez (1991-1992) dice que el manuscrito debería estar datado hacia finales del siglo XIV o principios del XV. Rodríguez Díaz (1991) considera que de las letras, las más antiguas son de las primeras décadas del siglo XV. Por último, González Pascual (2000), después de hacer un análisis de los filigranas del códice, lo ubica a finales del siglo XV, concretamente en los últimos años. 

### Descripción
El códice es un tomo de 8" de 150 x 105 mm., de papel de Ceuta, del que se conservan 150 folios numerados por el propio Artigas más dos en pergamino. Está compuesto por trece cuadernos: tr - 6v, 7r - 22v, 23r - 38v. 39-54v. 551-93v , 941 -99v. 100r - 106v, 107r - 108v, 10gr - 115V, 116r - 123v. 124-139v. 1400-150v, después de este último hay recortes de dos hojas; el decimotercer cuaderno estaba compuesto por seis hojas, de las cuales se conservan fragmentos muy pequeños. En cada cuadernillo del manuscrito las hojas varían, aunque todos tienen una media de dieciocho líneas por hoja y contienen una letra en su mayoría perteneciente al tipo gótica cursiva.
De los dos pergaminos, el inicial está cosido al primer cuaderno y parece que formara parte del índice de un tratado de derecho en latín, pero casi toda la escritura ha desaparecido. El último, cosido al cuaderno decimotercero, es un fragmento de un relato de la Pasión en latín. En el texto se mezcla la lengua castellana y la latina.
La tapa del códice consta de dos tablillas de madera bastante carcomidas recubiertas de cuero trabajado; la tablilla frontal tiene huellas de lo que debió ser el cierre. En el interior, en la solapa de cuero, la firma R 1-10-28 está anotada a lápiz, mientras que directamente sobre la tablilla está escrito C: 67 sobre M 77. La tablilla trasera, en el interior, tiene impresa, quizás por la humedad, parte de la escritura del pergamino. En la parte trasera hay cinco hileras de costuras hechas con bramante y algodón.
El manuscrito está en mal estado: el corte lateral del volumen tiene manchas negras posiblemente causadas por la llama de una vela; el superior está completamente ennegrecido por el polvo y la humedad. Las hojas están amarillentas, con manchas de humedad a la derecha y con garabatos y dibujos.

### Contenido
El manuscrito contiene la obra del Libro de miseria de omne. El libro ha sido catalogado como una obra que contiene, a su vez, pequeñas obras de carácter doctrinal, ascético, litúrgico y moral. Menéndez Peález lo califica de disciplina clericalis, que dará el nombre a su escrito (1991-1992), puesto que contiene textos propios de las distintas funciones que realizaba un clérigo durante la Baja Edad Media, como las morales o doctrinales. Asimismo, el texto contiene notas, como, entre otras, las anotaciones escritas por un clérigo, los pecados capitales, un conjuro contra la gota o la práctica del ayuno. Todas estas fueron puestas por el copista, lo que da noticia de que conocía de primera mano los asuntos religiosos y, posiblemente, un poco de medicina. 
Además, en las letras y el manuscrito se observan varios errores que se pueden atribuir al cansancio o a la incultura, en este caso del copista, debido a deficiencias en su formación. Algunos de estos errores se pueden observar en los cambios de orden de las palabras de los textos o en el cambio del orden de las estrofas, a veces sin que se respete siquiera la separación entre ambas.
Para Menéndez Peláez todos estos textos y, en definitiva, la obra entera fue escrita por la misma persona. Llegó a esta conclusión después de realizar un estudio paleográfico y textual.

## Descripción de la copia delLibro de miseria del omne
La escritura de la copia podría fecharse en los últimos años del siglo XIV o principios del XV. Proviene de una sola mano y es fácilmente legible, aunque la ejecución no es muy precisa ya que en algunas hojas las letras son pequeñas y bien trazadas, mientras que en otras son más grandes e irregulares. Los versos no están divididos, en tanto que las estrofas generalmente sí lo están: los títulos en latín se escriben a menudo sin separación del último verso del verso anterior y a veces están subrayados; líneas onduladas o garabatos llenan la última línea del verso.
La primera letra del primer verso de cada estrofa está en mayúscula. La mayúscula se usa indistintamente: la encontramos no solo al principio de un verso y al final (Non lo, Mester es ….) sino también dentro (El que ic, Esse toc, El omne y passim….). A veces, la palabra inicial o final del papel comienza con una letra mayúscula. El signo de abreviatura se representa de varias formas, siendo las más frecuentes un guion curvo o recto que a menudo se extiende sobre varias letras, y una omega minúscula abierta. Entre las demás características gráficas destacamos la r, que es alargada o similar al signo del número dos; la s, que puede ser de doble curva, alargada o en forma de sigma cuando está al principio o en el cuerpo de la palabra, pero sólo de doble curva o sigma cuando va al final; la i, que a menudo cae debajo del pentagrama; la ch, que tiene un guion horizontal en la parte superior de la h. 
Los borrados se realizan de diferentes formas: aislando la palabra en un óvalo o entre puntos, colocándola entre pequeñas barras oblicuas o en un recuadro. 

### Copista
Se desconoce el nombre del copista. Se puede conjeturar que era coadjutor porque del examen de la letra del poema se desprende que la misma persona también escribió las notas parroquiales y económicas que leemos a los actuantes y que parecen tener un carácter personal. Dice también la Prof. Rosa María Blasco: ... es la misma mano la que traza los seis renglones del f. 85v, y los ff. tv y 2r... El análisis comparado de cada letra del alfabeto me lleva a la conclusión de que puede tratarse perfectamente de la misma mano que ha escrito los folios indicados anteriormente y los ff. 7r - 79r.

## Ediciones del texto
La primera edición del texto la llevó a cabo Miguel Artigas en 1919-1920 en el Boletín de la Biblioteca Menéndez Pelayo, poco después de que descubriese la obra. Esta edición contiene una introducción con una descripción del códice, una suposición sobre el posible autor y la fecha de composición y numerosas anotaciones críticas. Además, muestra la relación de la obra con el De miseria humane conditionis.
La segunda la realizó Pompilio Tesauro en Pisa en 1983 donde publicó una edición crítica del texto. Al igual que la anterior esta contiene una introducción, así como información para datar la obra y establecer una idea del autor y la descripción del códice. Asimismo, incluye al final de la obra notas con contenido crítico, lingüístico e histórico. 
La tercera edición fue realizada por Jane Connolly. Está formada por una introducción, en la que da cuenta de posibles vínculos con el De miseria humane conditionis y diversos textos del mester de clerecía. Incorpora, tal y como las anteriores, notas críticas, aunque, a diferencia de las otras, tiene un apéndice con la clasificación de las variadas expresiones que utiliza el autor de la obra. 
Por último, en 1991 publicó Gregorio Rodríguez Rivas su tesis doctoral «El Libro de miseria de omne a la luz del De contemptu mundi: estudio, edición y concordancias». Se divide en dos volúmenes: el primero contiene un análisis del manuscrito, la edición crítica, una investigación sobre el tema genérico del desprecio del mundo y un estudio de la métrica; el segundo incluye la edición paleográfica. 

## Autoría y datación
El poema ofrece sólo pistas muy vagas para intentar un perfil, aunque incierto, de su autor. Más indirectamente podemos intentar deducir algo de la lectura del poema. Aunque se sabe poco, Artigas (1919) llega a deducir que era un clérigo ordenado. Esto lo secunda Pompilio Tesauro reforzando la hipótesis por el hecho de que en el texto hay lamentaciones por el miserable tributo que se paga al clero. Además, al comienzo del texto (v. 3c) pone de manifiesto que no todo hombre será capaz de entenderlo, sino solo aquellos que sean entendidos, es decir, los clérigos y, por tanto, los que conocían bien el latín.
Podríamos agregar que tal vez fue un monje, porque desde los versos 389 al 430, abandonando la fuente, inicia la crítica a los vicios de las distintas categorías sociales. Podría pertenecer al clero regular por la crítica que hace a los clérigos que se olvidan de su labor de cura de almas, incluso llega a dirigir fuertes acusaciones contra el cura secular que preciará más un conejo que las vísperas rezar (v. 401d) o incluso deja perder la misa por jugar al axetría (v. 400d), mientras que no hace acusaciones similares a los religiosos regulares.
También es importante el hecho de que el autor se denomine a él mismo como maestro. Esto, para Rodríguez Rivas, no sería más que una atribución del nombre como maestro de confesiones dentro del ámbito religioso o, dicho de otro modo, su labor de pastor de almas y administrador de sacramentos.
En cuanto a la fecha de composición del texto no se puede dar una con precisión; los expertos ofrecen sus versiones con el fin de aproximarse, mediante estimaciones, lo máximo posible.
Miguel Artigas (1919. p.35) establece la fecha en los años finales del siglo XIV debido a la métrica, la imperfección en la rima y la alusión a la moneda blanca que fue introducida por Enrique III (1390- 1406). No obstante, la referencia a las monedas blancas podría relacionarse con los burgaleses blancos enviados por Alfonso X (1252-1258).  
Menéndez Pidal (1968) piensa que el lenguaje utilizado en la obra es anterior a lo que estableció Artigas y propone una nueva fecha, 1375. Alborg y M. Alvar secundan a Pidal fijando la obra como una de las últimas del mester de clerecía. 
Siguiendo con las teorías, Pompilio Tesauro adelanta la fecha hasta principios del siglo XIV basándose en cuatro pilares. El primero es la presencia del préstamo tres por cuatro (v. 252c) cuya utilización estuvo permitida desde 1293 hasta 1348. La segunda es la mención a los tejidos estranfortes y razes, aunque el CORDE permite comprobar que existen alusiones posteriores a estos dos tipos de tejidos. La tercera es la comparación que hace John Walsh entre el Libro de miseria de omne y el Libro del buen amor donde argumenta que "no solo los temas y las admoniciones son paralelos en las dos obras, sino que hay una concordancia más que casual de rima y, a veces, frase". Además, basándose también en las fórmulas, incluidas declaraciones de regularidad métrica y términos de escaso valor, vincularían al Libro de miseria de omne con un período anterior al arcipreste de Hita.
Por último, Jane Connolly, estadounidense, se basa en la dialefa, el hemistiquio de ocho sílabas, el uso de metaplasmos (apócope) y la presencia del pretérito imperfecto y el condicional para datar el libro no más allá de los últimos años del siglo XIII, ampliándolo como mucho a primeros del XIV. La fecha de composición de Jane Connolly es la fecha más adelantada de las propuestas. 
Considerando lo que los eruditos proponen se debe prestar importancia a la presencia del apócope, los hemistiquios de ocho sílabas y el tono pesimista e irónico de la obra. Todo esto sustenta la tesis de que muy probablemente el texto fuese compuesto alrededor de la primera mitad del siglo XIV.

## Género
Mester de clerecía
El mester de clerecía, más que un género poético, es una escuela que se caracteriza por desarrollar en el aspecto formal un singular sistema de versificación. Bajo este marbete se inscriben todos los poemas del siglo XIII escritos en la forma de la cuaderna vía (Uría, 2000: 17), el molde estrófico del tetrástrofo monorrimo. El hispanista Alan Deyermond (1973: 109) excluye los poemas del siglo XIV, sin embargo, otros autores (1988) sí los incluyen:
Mester trago fermoso non es de joglaría
mester es sen peccado ca es de clerezía.
Libro de Alexandre, vv. 5-6
Según Menéndez Pelayo, esta escuela, que se distinguía de la juglaresca, estaba formada por clérigos, «tomada esta palabra clérigo en el sentido muy lato con que se aplicaba en los tiempos medios, como sinónimo de hombre culto y letrado, que había recibido la educación latino eclesiástica (1911-1913: 157)». El nacimiento de esta poesía se dio en los monasterios y en las incipientes universidades, los estudios generales (Studium generale) (1911-1913: 159).
Los poemas encuadrados bajo este rótulo son, entre otros, El libro de Alexandre, El Libro de Apolonio, el Poema de Fernán González, el Libro de miseria de omne, etc. Todos estos poemas testimonian el paso de una lengua oral, el romance castellano, a una lengua de escritura (Wright, 1989: 362-376). La perfección técnica que alcanzan revela una ardua labor de pulimento.

## Temática
El autor se propuso, mediante la suavidad y deleite del verso, instruir catequéticamente a los destinatarios de la obra. Su intención homilética se desprende del contenido ascético y el tono pedagógico que atraviesa el poema todo. Dado que el libro es casi una paráfrasis, no en lo que respecta a la forma, pero sí en lo que toca al fondo, del De contemptu mundi de Inocencio III, la línea temática se identifica con la que el papa desarrolló allí. Poniéndolo en lengua vulgar, el anónimo clérigo medieval quiso acercar las preocupaciones del pontífice al pueblo llano.
Los temas tratados en la obra se ajustan al tópico medieval del Contemptus mundi ‘el desprecio del mundo’, que consiste en vituperar la actitud del que se mueve por el afán terreno de adquirir riquezas y gozar de la vida, y ensalzar al que se dedica a conseguir las virtudes, el asceta, porque estas permanecerán en la vida futura, mientras que los bienes de la tierra se desvanecerán. El mundo se entiende en su sentido peyorativo, como todo el entramado de pecado y vicio que arrastra y seduce al hombre. La vida es, así, una áspero camino lleno de padecimientos, la senda estrecha de que hablaba el Evangelio, y cuyo fin no está en ella misma, sino que remite a la vida ulterior. El fondo del LMO está impregnado de un fuerte pesimismo, acicalado con dosis de sátira y humor.
Jaime Cuesta (2012) sugiere que el texto del LMO contiene referencias ineludibles, como las demás obras de la época, a las vicisitudes seculares. Las cuestiones más candentes del momento podían escindirse en dos grandes bloques:
1. La crítica del amor desmesurado por el dinero y la denuncia de quienes están imposibilitados para acceder a él.
2. La denuncia de los abusos de los señores contra los campesinos.

La sociedad estamental está en crisis y los principios se han resquebrajado: «puede aver fi de rey e de grand emperador, / que, si non ovier riquezas, non puede aver honor; / ¡si las oviere un porquerizo, sobre todos ha valor!» (110bcd). Un incipiente capitalismo y el enriquecimiento de los comerciantes gracias a su actividad mercantil propicia un nuevo perfil social, el del burgués. Su movilidad es llamativa: «tajan, duelan, urden, tejen» (90a), «plantan viñas, fazen casas, uertas, fornos, pesquerías; / fazen frutos e engaños…» (90bc); también « por ganar una meaja muchos pierden sus verdades» (89d). Las ambiciones corroen todo, dificultando la confianza mutua y la amistad. La justicia está corrompida por la sed de riquezas de los que la administran, que «prende donas por juiçios, siquier dineros o çevera, / e trastornan los juiçios e danles mala carrera» (261 cd). El mensaje será, no dejar de hacer dinero o trabajar (advierte que «¡ninguno non será rico omne por siempre al sol yacer!» [87d]), sino que el burgués «gane como podiere, ¡tan solament sin pecado!, / e que non püeda ser del dïablo acusado» (11 cd). El problema no es tanto enriquecerse, cuanto hacerlo de forma deshonesta, quebrantando las leyes morales y divinas. El autor fustiga la codicia y la idolatría del nuevo dios Mammón: «Non quiera otras riquezas: ¡piénsese a Dios ganar!» (97d).
El segundo bloque (los abusos que cometen los señores contra sus vasallos) da noticia de una de las injusticias más extendidas en aquel tiempo. Los siervos, malogrados, gozan de unas condiciones de vida miserables, mientras que los señores disfrutan de una existencia holgada. El poeta pinta con severidad la crítica contra esta situación.
El autor, con la introducción de exempla, propios del sermón vulgar,  o de pequeñas anécdotas personales, quiere resultar cercano a las gentes devotas y sencillas, conminándolas a tomar conciencia de su mísero estado para dirigirlas a la penitencia, escapando así de los vicios, especialmente de la soberbia y la avaricia.

## Estructura
En cuanto a su estructura, el libro se divide en cuatro partes: el prólogo, el primus liber, el secundus liber y el liber tertius. 
En el prólogo se hace una introducción al libro en el que se dice que el Papa Inocencio III hizo, anteriormente, otra obra sobre la miseria del ser humano de la que el autor declara estar en deuda. Por otra parte, se establece que el libro que aquí se introduce solo puede leerse si se conoce bien el latín, lo que viene a decir que solo un hombre formado será capaz de entenderla. Además, adentrándose un poco en el género afirma que el texto está compuesto para ser leído y no cantado, lo que lo aleja de los juglares. 
El primer libro habla en general de las miserias de la condición humana. Los seis primeros capítulos (In liber de miseria hominis, De vilitate nature, De vilitate concepcionis, De imbicilitate infantis, De dolore partus, eiulatu infantis y De nuditate e indumento) se centran en la miseria humana desde la creación del mundo y del hombre, de la situación de desvalimiento y pecado tras la caída que juntos provocan, y del comienzo de los agudos dolores de la vida humana, teniendo su inicio ya en el parto. Los siguientes capítulos (Quem fructum bono producit, De incomodo senectutis, De labore mortalium, De studio sapientium, De variis hominum studiis, De diversis anxietatibus, De miseria pauperum, De miseria dominorum servorum, De miseria continencium, De miseria coniugatorum y De miseria bonorum) se centran en las miseria terrenales de los hombres entre las que encontramos el trabajo, la constante preocupación, las malas condiciones de vida y el sufrimiento. Los siguientes tres capítulos (De hostibus hominum, Quod mundus sit hostis y Quod caro sit hostis hominis) se centran en los tres enemigos del hombre: el diablo, el mundo con los cuatro elementos, y la lucha eterna entre cuerpo y alma. Por último, los últimos capítulos (De carcere corporis e anime, De brevi leticia, De vicinitate mortis,  De terrore soniorum,  De pasione hominis, Quod innumero sunt species egritudinum, De subditis fortunis, De diversis generibus tormentorum, De pena inocentum y De miseria coniugatorum) también se centran en las miserias de la condición humana. En estos encontramos, entre otros, la breve condición de la felicidad, las enfermedades, los engaños de los sueños y los problemas matrimoniales. 
El segundo libro está centrado en los vicios y pecados a los que sucumbe el ser humano. Todos los capítulos de esta parte tratan algún tipo de pecado o vicio del hombre; algunos de ellos son los considerados pecados capitales: la avaricia, la codicia, la simonía, la soberbia, el orgullo, la vanagloria, la gula, la embriaguez, la lujuria o la ambición. Incluso al terminar algún capítulo sobre un vicio hay un exempla sobre ese vicio, un cuento con moraleja con el fin de reprimirlo o de hacer ver que los vicios son malos y dar ejemplo de ello. 
El tercer libro que compone la obra se centra principalmente en los terrores del Juicio Final; luego da una lista sobre lo que debe hacer un buen cristiano y enumera los pecados capitales. Los nueve primeros capítulos de este libro (De la podredumbre de las carnes, De insaciabili angustia danatorum, De confusiones pecatorum, De indeficientibus generibus tormentorum, Testimonium de supliciis eternalibus, De precedente tribulacione, De potencia e sapiencia e sciencia, De die iudici y Quod in inferno IX spiciales pene esse leguntur) hablan de los terrores por lo que pasarán los pecadores el día del Juicio Final, tales como que la carne arderá eternamente en el infierno, que las almas de aquellos que mueran en pecado mortal vagarán en el infierno debido a los pecados cometidos, estarán rodeados de diablos, se aparecerán todos los males que cometieron en vida o que no podrán redimirse nunca. El siguiente capítulo (De setem pecatis criminalibus) ofrece la lista de los siete pecados capitales enumerados del primero al último: soberbia, envidia, ira, pereza, avaricia, gula y lujuria. Da primero la lista de los pecados para luego mostrar aquello que un buen cristiano debe hacer si no quiere llevar una mala vida y, por consiguiente, arder y sufrir en el infierno. Así, en el último capítulo (De setem operibus misericordie) dice que para ser buen cristiano se deben hacer obras misericordiosas como dar de comer al pobre, de beber al sediento, dar ropa al que vaya desnudo, dar cobijo a quien no tenga donde dormir, visitar a los presos, dar paz a los enfermos y enterrar a los muertos.
En definitiva, es una obra con carácter moralizante y doctrinal en la que se muestra desde el principio la miseria de la condición humana, con todas sus penas, vicios y pecados. Así, llegará al final para exaltar la función del buen cristiano que, si vive de acuerdo a su deber, que es estar en continua penitencia para arrepentirse de los vicios pasados y precaverse de los futuros, se librará de esa condición miserable y de las llamas del infierno durante toda la eternidad.

## Características

### Amplificatio y abreviatio
En primer lugar, se observa la amplificatio, recurso utilizado muy frecuentemente en el mester de clerecía en la época medieval para buscar la originalidad formal de las obras. Hay diversos métodos de amplificatio utilizados en el LMO, pero sobresalen tres de ellos:
- Una 'amplificatio' ideológica en la que el autor se basa en otras fuentes distintas del texto latino más acordes con su propósito. El autor se aleja de la versión latina en cuatro ocasiones, dos de ellas por crítica social: estrofas 114-128 —episodio de 'ricos y pobres'— y estrofas 389-430 —'crítica de los oficios del mundo'—. En la versión castellana se emplea con el propósito de acercar al público a lo narrado, acercándose a la realidad cotidiana. Los otros dos son de tipo moral: estrofas 162-169 (Martirio de varios santos), y estrofas 180-188 (Historia de Cosdroe), para hacer un especial énfasis mediante el exemplum.
- Otra amplificatio es lingüística, en las diversas citaciones en que el autor hace referencia a textos escritos como auctoritas. Esta es una diferencia con De contemptu mundi, ya que iba dirigido a un público instruido. Sin embargo, el Libro de miseria de omne se dirige a uno heterogéneo, resultando fundamental la mención expresa de la 'letra escrita' como auctoritas. Para este cometido, el autor utiliza perífrasis, epítetos, etc. Esto se puede apreciar en los siguientes ejemplos extraídos de la obra:

"que así lo dize Job, omne de Dios temeroso" (estr. 21c)
"Ca dixo Davit propheta, que de Dio<s> fue muy amado" (estr. 26c) 
"Demás dize el apóstol que San Pablo es llamado" (estr. 33a)
"con el sabio Salamón que fue rey de grand afar" (estr. 75b)
- La última clase de amplificatio es la que alude al público. Es imprescindible en obras de carácter didáctico conservar la atención del público, por lo que este último tipo era el encargado de atraer el interés de los oyentes y hacer que perdurara durante la obra.

En segundo lugar, se puede apreciar la abreviatio para modificar el contenido de la fuente latina, pero de manera lingüística.
En el texto latino se encuentran numerosas figuras retóricas que son eliminadas en la versión castellana tales como asonancias, por ejemplo, "Exponam id planius\ edissera plenius" (pág. 95, Liber I, cap. 1) o "Turpiter egmí quod turpiter mge/'iY" (pág. 167,11, 18); Inversiones como "...conturbat tristicia, contristat turbado" (pág. 115,1, 13); gradaciones: como "turpe dictu, turpius auditu, turpissimum visu" (pág. 105,1,7); y triparticiones: "Fit cibus ignis, esca vermis, massa putredinis" (ibidem) o "Formatus (...) de pulvere, de luto, de ciñere" (ibid.). En el Libro de miseria de omne desaparecen, puesto que no presenta una intención estética sino didáctica, y porque la lengua castellana todavía resultaba ser muy pobre léxicamente.
El último de los recursos utilizados por el autor en la obra son los tópicos para suplir las deficiencias de lengua o de imaginación del autor, pero siempre dejando traslucir su propia expresión individual.

### Lengua
Como se puede apreciar en otras obras que pertenecen al mester de clerecía, la lengua del Libro de miseria de omne está marcada por rasgos leoneses y, sobre todo, aragoneses.
Varios especialistas analizaron la obra; entre ellos descuella Rafael Lapesa con su clásica Historia de la lengua española. Señala que “hay en él leonesismos indudables como direy, sey, fuey, vozi, mugeris, vidi, axidrezi “ajedrez”, lla, llos, lleña, chamar. Sin embargo, es posible que el original fuese aragonés, a juzgar por los femeninos trista, dolienta, los numerales setanta y ochanta en rima con santa y canta, muchos pl-, cl-, fl- iniciales,etc.” (1997, pág. 256).
Varios de los rasgos leoneses del texto son simplemente variantes lingüísticas que no influyen en el cómputo del verso (mugeris, vidi, lleña, llos, lla) y que pueden tratarse de añadidos de copia. No obstante, se consideran originales los que están en la rima. Para Lapesa (ibid., págs. 255 y 256), los últimos mencionados cree que se deben a haber sido copiado “en la parte leonesa de La Montaña”; se piensa que el autor tiene orígenes aragoneses y fue trasladado al dominio leonés incluyendo rasgos lingüísticos de estas zonas en su habla. Por otra parte, Rodriguez Rivas (1992, pág. 193) considera que podrían ser voces precastellanas.
Para Pompilio Tesauro (1983b) hay una mayor presencia de rasgos aragoneses que leoneses, como se puede apreciar en el nivel léxico (alfolis, loguero, piensa, pudientes, reglotos, quexaradas, etc.), en el morfológico (trista, dolienta, setanta, ochanta, etc.) y en el gráfico-fonético (flama, planament, frido, podio, sopitania, combremos, etc.). Llega a la conclusión de que “existen argumentos evidentes en el uso que delatan el autor y el copista del manuscrito del LDM que apuntan hacia el aragonesismo del original, pasado por el filtro de la copia realizada por un escribano leones y que, en todo caso, intenta respetar al máximo las peculiaridades lingüísticas del texto con que se encuentra” (ibid., pág. 225). Otros como RR (1992, pág. 193) consideran la existencia de un original castellano en el que influyen diversos copistas y que no explica que el texto incluye numerosos aragonesismos.

### Estilo
Tiene un estilo que, debido a su brusquedad y rudeza, representa la degradación del mester de clerecía. El poema no alcanzaría la riqueza de un arcipreste de Hita. Este juicio, considerado desmedido por la crítica, se debe a que la obra ha sido interpretada erróneamente, por su fidelidad a una fuente, a un género y al propio contexto medieval.
Como ya se ha mencionado, la fuente principal de la obra, el DMHC, contiene juegos retóricos y cuidadas arquitecturas sintácticas, mientras que en el LMO suele predominar la claridad y sencillez. Pese a esto, el autor suele adornar su obra con comparaciones (2d: “puso y muchas razones como flores en el campo”), diminutivos (57c: “arborciello”), elipsis (248cd: “e el que es piadoso es destruto e perdido; / el soberbio e lozano, onrado e bienvenido”), paralelismos (10bc: “esse fuese mi palaçio e mi casa e mi huerto, / esse fuese mi sepulcro, que nunca saliese a puerto”), etc.
Debido a que se dirige a un público variado, utiliza para acercarse a un iletrado auditorio refranes y frases de sabor popular (37b: quando la muger ha su flor non la querades trobejar”; 50d: “¡cómprelo del carnedero quien lo quiere aberiguar!”) y anécdotas basadas en su propia experiencia (42d: “ca non vi parer muger nin el fijo le saqué”; 416bcd: 2 prometiome buen pescado e vendiomelo repriso; / mas tal provecho le fagan los míos dineros que priso / qual a mi fizo el pecado, quier cocho quier frito”). Por añadidura, al ser un sermón, el autor podría añadir a su mensaje elementos adicionales como entonaciones, gestos y movimientos diversos.
Jane Connolly clasifica el uso formulario presente en el texto de la siguiente manera:
- Fórmulas de comienzo y recordatorio (“aun vos quiero contar”, etc.)
- Fórmulas de extracción (“non los podría contar”, etc.)
- Fórmulas de verdad (“bien cuido dezir verdad”, etc.)
- Fórmulas de autoridad (“como diz la scritura”, etc.)
- Fórmulas de transición (“dexo aqueja materia”, etc)
- Fórmulas de conseja (“onde vos consejo, amigos”, etc)
- Fórmulas de narrador reacio (“non vos quiero mas contar”, etc)
- Fórmulas de poco valor (“todo non vale un figo”, etc)
- Epítetos (“el avaroso malastrugo”, etc)
- Fórmulas diversas (“ca por dicho o por fecho”)

### Métrica
En la métrica se puede observar que el autor quiere mostrar sus habilidades exponiendo su "manifiesto poético", en el que anuncia su arte de rimar mediante el empleo de la cuaderna vía.
"Onde todo omne que quisiere este libro bien pasar mester es que las palabras
sepabien sylabificar
ca por silauas contadas que es arte de rimar
e por la quaderna via su curso quier finar" (LMO, estr. 4)
El autor compone un poema de 502 estrofas de cuatro versos monorrimos cada una con 16 sílabas por verso divididos en dos hemistiquios de 8 + 8.
Hay que tener en cuenta que el texto luego no sigue la métrica que expone al poeta, pero se considera que estas irregularidades deben atribuirse a los copistas.
Por añadidura, y para conseguir la métrica que desea, el poeta emplea varios mecanismos como la apócope y la sinalefa; por fonética sintáctica afecta a la elisión de la e proclítica cuando entra en contacto con otra e, también pasa con la o. En el primer hemistiquio se encuentran versos agudos y esdrújulos, mientras que en el segundo únicamente están presentes al final en aguda.
A pesar de esto, el texto presenta diversas imperfecciones por descuidos del copista, aunque también se puede deber a una transmisión manuscrita que conllevó un deterioro del original. Esto se supone porque es inconcebible que el autor cometiera tantas imperfecciones.
"non lo entiende todo omne sinon el que es letrado" (estr. 3c)
"onde todo omne que quisiere este libro bien pasar mester es que las palabras sepa bien sylabi[ñ]car" (estr. 4a,b)
Las obras del mester de clerecía compuestas en el siglo XIII emplean el hemistiquio heptasílabo y el uso de la dialefa, copiando el verso latino, lo que da lugar a una lectura fragmentada y rígida («a sílabas contadas»). En el paso del XIII al XIV «los versos tienden cada vez más al hemistiquio octosílabo, y algunos poemas, como el Libro de miseria de omne, están, casi enteramente, escritos en versos de 16 sílabas. Otros poemas alternan, dentro de la misma estrofa, versos de 16 sílabas con versos de 14, e incluso hemistiquios de siete sílabas con hemistiquios de ocho en el mismo verso, dando como resultado versos de 15 sílabas. Además, los poemas del siglo XIV admiten la sinalefa, alternando libremente con la dialefa. La consecuencia de todo ello es que el ritmo y la sintaxis dejan de ser tan pausados y segmentados como los de los poemas del siglo XIII» (Uria, 2000. págs. 153 y 154).
Pompilio Tesauro y Rodríguez Rivas aceptan el uso espontáneo de la sinalefa en versos que combinaban diferente número de sílabas. Sin embargo, JC considera que el poema sigue los principios métricos del mester del siglo XIII en lo que se refiere a la regularidad métrica y al uso de la dialefa obligatoria.
Jane Connolly rectifica centenares de los 2002 versos del poema (todos los que no siguen el esquema de dos hemistiquios octosílabos). Se encuentra con la dificultad de regularizar hemistiquios que no siguen el esquema anterior: “en pecado o en folia” (8d), “como un río molinar” (11b), “que del viento es arrebatada” (59c), “tornada es mi alegría” (218b), “morir o enfermar” (232c), etc.
Pompilio Tesauro y Rodríguez Rivas admiten, sin embargo, criterios más flexibles. Según Tesauro (pág. 22), en el Libro de miseria de omne no siempre encontramos isosilabismo, de hecho hay versos de 8 + 9, 9 + 8 [...] e incluso 11 + 9 sílabas. Sin embargo, en combinaciones del tipo 9+8 sin sinalefa, unas veces corrige (348d: “desend[e] faz perder el alma, con dios non puede regnar”) y otras veces no (474a: “desende quando quema mas el fuego que nos usamos”). En combinaciones del tipo 9+7 con aféresis, a veces acepta el desplazamiento de la cesura y no enmienda (124a: “dezir vos he mas adelante, scuchatme a sabor”), otras veces si lo hace (77b: «quieren catar en <e>strellas e los cielos [escodri- ñar»). Es importante destacar en su texto crítico la aceptación de la sinalefa y de combinaciones silábicas distintas a la predominante de 8 +8.
Rodríguez Rivas en su crítica reconoce la sinalefa como criterio de edición. No obstante, algunas de las correcciones que propone en su estudio preliminar no llega a aplicarlas al texto. 
El propósito del poeta se aleja de la perfección formal, pues el mensaje no está al servicio de la estética. Prescinde de la rigidez métrica cuando esta limita la fuerza expresiva de su mensaje, y esto lleva a tener que corregir numerosos versos que inclinan el texto como testimonio histórico.
Uría propone un esquema con muchos opositores. Se trata de versos híbridos formados por hemistiquios de 8 y 7 sílabas (205c: “yace y encerrada, sufre mucho mal sabor”; 328b: “el gloton, su amigo, non sabe mesurar”; 414b: “ es muy sotil e muy primo en la blanca falsar”; etc.). Los versos que son heptasílabos debido a la aféresis (77a: «grandes maestros star») no necesitaban ser enmendados.
La combinación de hemistiquios de 9 y 8 sílabas presentes en 27 versos, que a veces Connolly no es capaz de enmendar, podrían pertenecer al texto. También pueden considerarse originales los versos que combinan dos hemistiquios de 9 sílabas, pero no pueden enmendarse por los usos mayoritarios del manuscrito. Por otro lado, la combinación de hemistiquios de 9 y 7 sílabas podrían ser originales esquemas, como algunos de los enmendados por Connolly. 
La obra contiene versos irregulares debidos a la fuerza expresiva que el autor pretende dar a los versos, aunque esta hipermetría podía corregirse oralmente. Tesauro corrige algunas hipermetrías desplazando el acento de las formas en -ía y leyendo, así, dariá o podrián.
En la edición de Cátedra del Libro de miseria de omne se defiende la sinalefa entre hemistiquios, el desplazamiento de la cesura junto al uso de sinalefas, sinéresis, el desplazamiento del acento en las formas verbales en cuestión y el papel secundario de la perfección formal. No obstante, opta por la lectura octosílaba con dialefa, como en el verso 14d o en el 338b. En los hemistiquios eneasílabos, una de estas formas se une con otra de igual medida empleándose una combinación de 9 + 8 con final de tipo -iá.
Tampoco el autor ofrece una regla en la pronunciación de ciertas palabras como juicio, diablo, criado, criatura, piedad, piadoso, pipión, crueldad, glorioso, vanagloria o piojo. Se cree que este aceptó la lectura con hiato, pues tres de los versos que presentan estas voces son hexasílabos (24a, 200c y 389d).
Se supone que el autor optó por la medida octosílaba del hemistiquio antes que proponer una pronunciación constante para este tipo de voces. Sin embargo, en algunos casos, el autor emplea la diéresis para trasladar la cesura.

## Fuente
La fuente principal del texto es la obra De miseria humane conditionis escrita en 1195 por el cardenal Lotario di Segni, el que sería Papa Inocencio III. Este libro se incluye dentro del género de contemptu mundi y se estructura en un prólogo más tres libros donde se desarrollan los males y pecados de la condición humana. En el primer libro, el prelado se ocupa de los males físicos, afirmando que la miseria acompaña siempre al hombre. En el segundo se ocupa de los males morales que oscurecen aún más la condición del hombre humano. El último libro comprende la muerte, el Juicio Final y el infierno. El autor compone este libro para hacer una defensa de la humildad y la condena de la soberbia desde el punto de vista de la virtud del hombre cristiano. El libro alcanzó una rápida popularidad y se ha traducido a numerosos idiomas. 
El género de contemptu mundi no nace en este momento, sino que se remonta a la época griega, al Antiguo Testamento y a los Padres de la Iglesia. El tópico conocerá vida posterior al libro de Inocencio III presentándose como un género dentro de la filosofía, bien recibido por los humanistas italianos. 
La influencia de este género en el LMO, principalmente del libro del Papa Inocencio III, se muestra explícita desde el comienzo de la obra al nombrar al propio Inocencio III, de la que se hace dependiente. Además, en el Libro de miseria de omne los pasajes siguen firmemente el texto de la fuente, aunque en otros ajusta el texto al elemento moralizante y en hacer la obra lo más cercana y comprensible a los lectores.
Por otra parte, estudiosos como Ignacio Ceballos (2013) han propuesto, debido a semejanzas estilísticas, una influencia directa del romancero en la estrofa 116:
El señor en este comedio por las viñas va caçari
anda valles e oteros, caza non puede trovari
trae cansada la bestia, los canes quieren folgar,
el azor anda gritando por amor de se cebar.
El motivo de la caza frustrada es recurrente en el romancero y en la balada europea.

## Influencias posteriores
El Libro de miseria de omne fue utilizado por autores del siglo XV y XVI (entre ellos, Jorge Manrique). Tuvo, sin embargo, mayor repercusión el propio De contemptu mundi, del que el Libro es una traducción libre. La obra original en latín tuvo enorme difusión en toda Europa y la cita, entre otros, Erasmo.